# Os Filhos de Duna
Os Filhos de Duna (no original, Children of Dune) é um romance de ficção científica escrito por Frank Herbert e publicado pela primeira vez em 1976 É o terceiro livro da série Duna iniciada em Duna, tendo sido indicado ao Prémio Hugo de Melhor Romance de 1977.
Filhos de Duna trata do planeta Arrakis depois da morte de Muad'Dib. Regido pela irmã mais nova de Paul, Alia, também guardiã dos gêmeos reais, Leto II e Ghanima, o império Atreides enfrenta a conspiração de uma das filhas do falecido Imperador Shaddam, Wensicia, que trama contra a vida dos herdeiros de Muad'Dib, além da constante ameaça da própria Bene Gesserit, que agora pode ou não ter a forma da mãe de Paul e Alia, Jessica.

## Personagens

### Casa Atreides
- Alia Atreides, regente do Império.
- Leto Atreides II, filho do Imperador Muad'Dib e herdeiro do império.
- Ghanima Atreides, filha do Imperador Muad'Dib e irmã gêmea de Leto Atreides.
- Lady Jessica, mãe de Paul Muad'Dib e Alia Atreides.
- Irulan Corrino-Atreides, viúva de Paul Atreides.
- Duncan Idaho, ghola (depois de morto pelos Harkonen) e marido de Alia.
- Gurney Halleck, aliado dos Atreides.

### Casa Corrino
- Princesa Wensicia Corrino, irmã mais nova de Irulan Corrino.
- Farad'n Corrino, filho único de Wensicia.

### Fremen
- Javid, sacerdote do clero de Arraken.
- O pregador, fremen cego misterioso que se opõe ao governo Atreides.
- Namri, fremen do siet Jacurutu.

## Na cultura popular
Em 2003, houve uma adaptação de Os Filhos de Duna para a televisão. A mini série venceu o prêmio Emmy do Primetime de 2003, na categoria de melhores de efeitos especiais de uma mini série ou programa especial.